# Braya thorild-wulffii
Braya thorild-wulffii là một loài thực vật có hoa trong họ Cải. Loài này được Ostenf. mô tả khoa học đầu tiên năm 1923.